# ناحیه سنت‌فرانسیس، شهرستان افینگهام، ایلینوی
ناحیه سنت‌فرانسیس، شهرستان افینگهام، ایلینوی (به انگلیسی: St. Francis Township) یک منطقهٔ مسکونی در ایالات متحده آمریکا است که در شهرستان افینگهام، ایلینوی واقع شده‌است. ناحیه سنت‌فرانسیس ۱٬۲۱۳ نفر جمعیت دارد و ۱۷۸ متر بالاتر از سطح دریا واقع شده‌است.